# Det grønlandske køkken
Det grønlandske køkken betegner mad, madlavning, madkultur og kogekunst i Grønland. Det grønlandske køkken er traditionelt baseret på kød fra havpattedyr, vildt, fugle og fisk, og maden har normalt et højt proteinniveau. Siden koloniseringen og opstarten på international handel, er det grønlandske køkken i stigende grad blevet påvirket af det danske køkken.
I det nye nordiske køkken med især Claus Meyer i spidsen hentes der inspiration fra Grønland, som traditionelt har været afhængig af det der kunne fanges i havet og det vildt, der kunne skydes. Med andre ord har naturen omkring været der man fandt føde, og det er noget man i det nye nordiske køkken inspireres af: mad som ikke er forarbejdet, eller importeret langt fra, men råvarer som i højere grad er i årstiden og som er til at finde i den danske natur. Dette er nogle af de værdier, som Grønland har taget til sig. På den måde har det kunne lade sig gøre at opgradere det grønlandske køkken og sæl og andre typiske ting er gjort mindre fremmedartet for turister. Ad den vej er der skabt nye muligheder for turisme.

## Nationalretten
Grønlands nationalret er suaasat, en traditionel grønlandsk suppe. Den er som regel lavet på sæl, men kan også laves med hval, rensdyr eller havfugle. Suppen indeholder ofte løg og kartofler samt krydderi som salt og peber og eventuelt laurbærblad. Suppen er ofte fortykket med ris eller byg, der har stået i vand natten over.

## Fisk og havpattedyr
Størstedelen af Grønland er dækket af indlandsisen, så havet har traditionelt været grønlændernes forrådskammer. Fiske- og skaldyrsretter omfatter forskellige fisk (ofte røget) samt muslinger og rejer. Ammassat eller lodde er en fisk i laksefamilien, som også hyppigt indgår i traditionel grønlandsk mad, og som let kan tørres. Helleflynder, rødfisk, hellefisk og stenbider fiskes fra vestkysten, ligesom det er tilfældet for torsk og ulk. Fjeldørred fiskes gerne af lystfiskere. Grønlandshaj er en sjælden spise, da den kræver en kompliceret tilberedning for ikke at være giftig, idet kødet enten skal koges gentagne gange eller gæres.
Den globale opvarmning har flyttet torskens migration, hvilket giver mulighed for kommercielt fiskeri ud for Grønlands østkyst. Drivis kan dog skabe problemer for fiskerne.
Havpattedyr er også en del af den grønlandske kost. En traditionel specialitet er mattak, en grønlandsk betegnelse for narhvalens eller hvidhvalens rå hud. Mattak er en vigtig kilde til C-vitamin. Jagt på klapmydser var traditionelt en vigtig årlig social begivenhed, som indbefattede mænd, kvinder og børn. Røget hvalkød kan serveres med løg og kartofler. Tørret torsk og hval med hvalspæk er en populær frokost og snack. Remmesæl og ringsæl jages året rundt, mens narhvaler og hvidhvaler nedlægges i løbet af sommeren. Oprindelige folks erhvervsfangst er lovlig, men giver nogle dyreorganisationer anledning til bekymringer.
Arctic Green Food fryser og distribuerer en fjerdedel af Grønlands hvalkød.

## Kød
Kød fra landdyr omfatter rensdyrkød, lamme- og fårekød samt moskuskød. Fåre- og kvægavl blev indført af nordboerne. Rensdyr jages om efteråret, moskusokser i foråret, isbjørn forår og efterår (dog med store begrænsninger på grund af truslen mod arten), mens ræve og harer jages året rundt. Kødet kan koges, tørres, fryses, gæres eller eventuelt spises råt. Rensdyrets lever kan fx spises rå, umiddelbart efter jagten.

## Fugle
Fra forår til efterår er det sæson for jagt på vilde fugle, fx edderfugl, rype og lomvie. På østkysten jages ride og rype. Sommetider kan jægere også indsamle fugleæg.

## Planter
Blåbær og sortebær kan høstes i fjeldet om efteråret og bruges ofte i kager og andre desserter. En kompot af bær kan også ledsage kødretter. Tang kan gemmes som en madreserve til vinteren., mens rosenrod og gederamsblade også finder anvendelse i det grønlandske køkken. Grønne grønsager er knappe, men den globale opvarmning har forlænget vækstsæsonen, så grønlandske landmænd eksperimenterer med nye afgrøder såsom broccoli. I Sydgrønland avles der 80 tons kartofler om året.

## Drikkevarer
Grønlandsk kaffe er en populær drink efter middagen som et lokalt svar på Irish coffee. Den laves af varm kaffe, whisky, Kahlua, Grand Marnier og flødeskum og serveres i glas, idet der sættes ild til spiritussen.
Ice-øl, der indeholder 2000 år gammel naturlig arktisk is fra gletsjere, blev udviklet af Greenland Brewhouse i Narsaq. I øjeblikket brygger Godthaab Bryghus i Godthåb og Icefiord Bryghus i Jakobshavn øl med iskoldt vand. Både sortebær og kvan tilsættes øllet på Icefiord Bryghus.
Indtil 1954 var salget af alkohol stærkt begrænset i Grønland, hvorfor hjemmebryggeri var udbredt.

## Markeder
Indtil 1980 bestod animalske fødevarer for det meste af ovennævnte traditionelle fødevarer, mens købmandsforretninger tilbød kaffe, te, kiks og andre fødevarer. I dag tilbydes alle almindelige fødevarer i Brugseni (de grønlandske brugser), Pilersuisoq (bygdeforsyningen) og Pisiffik, en lokal aflægger af Dagrofa. Udbuddet af frisk frugt og grønt varierer dog meget i løbet af året. I perioder, hvor forsyninger kan leveres med skib (ca. maj til november), er udbuddet bedre end i vinterperioden, hvor grøntsager og frugt kun kan leveres med fly (hvilket har givet anledning til, at der reklameres med flyfriske varer).